# Bitwa o Nowe Kramsko
Bitwa o Nowe Kramsko – bitwa powstania wielkopolskiego, stoczona w nocy z 2 na 3 lutego 1919 pod wsią Nowe Kramsko.

## Geneza
Wieś zajęli spieszeni ułani niemieckiego 10 Pułku z Sulechowa (Celichowy) w sile około 150 ludzi. Dodatkowo na południe od pobliskiego przysiółka Kolesin rozlokowała się bateria niemieckich armat. O obu tych wydarzeniach informację otrzymali powstańcy i postanowili nie tylko usunąć Niemców z obu tych miejscowości, ale również pozyskać wrogie armaty, bardzo potrzebne wojskom polskim.

## Przygotowania
Oddziały powstańcze skoncentrowano w Babimoście (trzy kolumny w sile 150 ludzi). Kolumna pierwsza przejść miała wzdłuż torowisk linii Babimost-Sulechów i odciąć drogę Niemcom od północy. Najsilniejsza kolumna druga (środkowa) miała przejść przez Kuligowo do drogi Wojnowo – Nowe Kramsko i zaatakować wieś od południa.  Kolumna trzecia miała się oddzielić od drugiej przy drodze z Wojnowa, przebyć po lodzie zamarznięte jezioro Wojnowskie i od Starego Kramska uderzyć na baterię armat w Kolesinie.

## Bitwa
Zgodnie z planem atak rozpoczęto o godzinie 4:00 rano 3 lutego 1919 roku. Niemcy, mimo że zaskoczeni, stawili silny opór. Zwycięstwo przyniósł odważny atak trzeciej kolumny, która nie zastawszy w Kolesinie spodziewanych tam armat, uderzyła na Nowe Kramsko od południowego zachodu. Kolumna północna (pierwsza) była za słaba i nie powstrzymała odwrotu Niemców, którzy wydostali się z okrążenia. Wieś znalazła się w rękach powstańców, jednak w obliczu zmasowanego kontrataku Niemców zdecydowano się ją opuścić. Sukcesem było jednak zdobycie znacznych ilości broni i amunicji: siedem ciężkich karabinów maszynowych, dwa lekkie, 40 karabinów ręcznych, wóz amunicyjny z dużym zapasem amunicji i kuchnia polowa. Wzięto 25 jeńców, zabito 40 Niemców i 50 raniono (w tym czterech oficerów). Straty polskie to sześciu zabitych i 17 rannych.